# Moerisiidae
Moerisiidae is een familie van neteldieren uit de klasse van de Hydrozoa (hydroïdpoliepen). 

## Geslachten
- Halmomises von Kennel, 1891
- Moerisia Boulenger, 1908
- Odessia Paspalew, 1937